# Lászlóffy Csaba
Lászlóffy Csaba (Torda, 1939. május 21. – Kolozsvár, 2015. április 14.) József Attila-díjas magyar költő, író, műfordító, esszéista. Lászlóffy Aladár öccse.

## Családja
Az erdélyi örmény-magyar nemes Lászlófi  család leszármazottja, a család eredeti neve: Vásilian. A család 1712-ben kapott nemesi címet.

## Élete
A kolozsvári Református Kollégiumban érettségizett, majd 1960-ban diplomázott a kolozsvári Babeș–Bolyai Tudományegyetem magyar nyelv és irodalom szakán. 1962–68 között az Igazság, 1969-től a Dolgozó Nő, 1990-től a Családi Tükör szerkesztője. 2005-től a Magyar Művészeti Akadémia tagja.

## Munkássága
Első versét az Ifjúmunkás közölte (1957). A Korunk, Utunk, Igaz Szó, Brassói Lapok, ill. a mai Helikon, Látó, Keresztény Szó, Kelet-Nyugat, Szabadság, Erdélyi Híradó, valamint magyarországi irodalmi folyóiratok (köztük Alföld, Forrás, Kortárs) munkatársa. Már Forrás-kötete (1964) vitát váltott ki: Tamás Gáspár túlságosan realistának látta, Salamon László romantikáját fedezte fel. Következő versesköteteiből Mózes Huba szerint a korszerűsödés és lelki bonyolultság fejlődési íve bontakozik ki. A kereső és kísérletező író hovatovább új műfajt teremtett magának a groteszk és ironikus történelmi jelenítések formájában. Apokrif című kötete (1979) "nem heroizál és nem deheroizál, nem próbálja új összefüggésbe állítani a rég ismert (ismerni vélt) tényeket; csak a »hivatalos« történelem mögé néz, s akár udvari méltóságok, hivatásos krónikások, akár közemberek feljegyzéseit írja (a feltételezettekkel rokon stílusban-felfogásban), tulajdonképpen az emberi élet minőségére kíváncsi" – állapítja meg Kántor Lajos. Ugyanezen munkája olvastán így jellemzi az írót Pomogáts Béla: "Írói mondanivalóját a történelem vonzásában találta meg: a múlt fölé hajolva Erdély, a magyarság, a Duna-tájon élő népek történelmi sorsát vizsgálja, kivált azokat a súlyos következményekkel járó összeütközéseket, amelyek évszázadokon keresztül megszabták a kelet-közép-európai régió szomorú elmaradottságát."
Következő írásai is – mint Horváth Sz. István megfogalmazta – történelmi álruhában mintha "egy általános magatartásforma összetevőit" érnék tetten (1981). Ez a történelmi helyzetekből kikényszerült erkölcsi magatartás, legyen szó Mátyás király korabeli elképzelt levelekről, akár Madách Imre feltételezett mindennapjairól, mára szóló bátorítás a helytállásra. A jakobinus szellemű Kármán József egykori titkosrendőri megfigyelésének dokumentumait feldolgozó Szigorúan bizalmas című kisregényét 1991/8-as számában közölte a Látó.
Drámái közül a Gólya, gólya, gilice Temesvárt (1969), több más drámája Magyarországon került színpadra. Vizionárius jellegükkel, az abszurdot súrolva, inkább gondolati olvasmányok. A színművei gyűjteményének címet adó Te fájdalmas okosság (1982) Szacsvay Sándor a francia forradalom eszméit terjesztő egykori műfajára emlékeztetőn halottakat beszéltet: "látomás és emlékezés fénykörében" jelenik meg az öreg Kemény Zsigmond, józan bölcsességével rácáfolva Széchenyi, Kossuth, Wesselényi, Szemere ellentmondásaira és leleplezve Gyulai Pál "idült konzervativizmusát".
A drámaszerző költői változatosságához tartoznak filmre íródott elképzelései is, így Örökkévalóság libériában című Bach-jelenítése, vagy a Mirabeau utolsó ébredése (1981).
Mint műfordító részt vett Eminescu költeményeinek és Maria Banuș legszebb verseinek magyar kiadásában (1966), szerepelt a fiatal román költőket bemutató kötetben (Építő Amfion. 1967), nemkülönben a Magasra száll az ember dallama című versantológia műfordítói közt (1968). Al. Philippide, Eugen Jebeleanu, Aurel Rău, Bazil Gruia, Nicolae Prelipceanu, Șt. Augustin Doinaș költészetének magyar tolmácsolója.
Az eretnek című drámáját angolra fordította Donald Morse és Bertha Csilla (1989).

## Művei
- Aranyeső. Versek, Bukarest, 1964
- Az én arcom. Versek. Bukarest, 1966
- Boszorkánykör. Versek, Bukarest, 1968
- Az agglegény meg a folyócska. Elbeszélések, Bukarest, 1969
- Bolondok játékai. Drámák. Bukarest, 1971
- Négyszemközt a szürke fallal. Novellák, Kolozsvár, 1971
- Elnapolt különkiadás. Versek, Kolozsvár, 1973
- Kövön ülő szerelem. Versek, Bukarest, 1974
- Levelek az időből. Versek, Bukarest, 1976
- Apokrif. Történelmi elbeszélések, Bukarest, 1979
- Maradék birtokom. Versek, Kolozsvár, 1979
- Nappali virrasztás. Színművek, Magvető, Budapest, 1980
- Örökkévalóság libériában. Novellák, elképzelések, Bukarest, 1981
- Te fájdalmas okosság. Színművek, Kolozsvár, 1982
- A legenda hamuja. Versek, Bukarest, 1984
- Udvarház Sztregován. Madách életregénye és elbeszélések, Kolozsvár, 1985
- Az esedékes napló. Elbeszélések, kisregények, Bukarest, 1987
- A szökés. Kisregény, novellák, Kolozsvár, 1990
- Ki fehérlik vigyázzállásban. Versek, Bukarest, 1991
- A megtörtént jövő. Versek, Budapest, 1992
- A megszépíthetetlen messzeség. Elbeszélések, Budapest, 1994
- De ki a nyertes. Két kisregény, Kolozsvár, 1995
- „Szigorúan bizalmas”. Kisregények, elbeszélések, Littera Nova, Budapest, 1997
- Fej vagy írás. Versek, Székelyudvarhely, 1997
- A hiányzó szentlékek. Drámák, Kolozsvár, 1998
- Hosszúgalopp Liliputban (ókori, középkori és újabb kori fondorlatok – esszénovellák. Kriterion, Bukarest, 1999
- A vesztes. Kisregények, Stúdium, Kolozsvár, 2000
- Vészkijárat. Versek. Mentor, Marosvásárhely, 2000
- A kitölthetetlen hiátus. Kisregény, elbeszélések Stúdium, Kolozsvár, 2001
- A magyarság rövid története. Kolozsvár, 1998. (Varga Domokossal): A kezdetektől 1526 ig. – 1526 tól a reformkor kezdetéig, benne az erdélyi fejedelemség története: egyedül. – A reformkor kezdetétől az I. világháború végéig. – Négy évtized 1918 után
- A csontnyakú furulya. – Verses legendárium. Mundus, Budapest. 2002
- Tudnak e a jász lovasok nevetni? Versek. Stúdium Könyvkiadó, Kolozsvár. 2002
- Valami más. Kisregények, elbeszélések. Napkút Kiadó, Budapest, 2003
- Verses Ótestamentum. Jób . Glória Kiadó, Kolozsvár. 2004
- A félelem halmazállapota. Regény. Irodalmi Jelen Könyvek. 2005
- Összegyűjtött drámák: 1. Az eretnek; 2. Jelenetek egy aggastyán estvéli óráiból. Mundus, Budapest, 2005
- A cáranyuska álma. Három dráma. Napkút Kiadó, Budapest, 2005
- A maszk mögötti ájulat. Versek. Napkút, Budapest. 2006
- Hiányzol-e magadnak? Próza. Napkút Kiadó, 2007
- Bestseller avagy a bestia nem alszik. Novellák, elképzelések. C.E.T. Kiadó, Budapest. 2008
- A waterlooi ganajtúró bogár (versek); Mentor, Marosvásárhely, 2009
- A nevető ló mint rejtély. Esszék; Napkút Bp., 2009
- Az éden kényszerképzete; Cédrus Művészeti Alapítvány–Napkút, Bp., 2011
- Versek 1-2.; Napkút, Bp., 2013
- A költő utolsó színhelye; Cédrus Művészeti Alapítvány–Napkút, Bp., 2014
- Az út, akár egy hosszú mondat; Concord Media Jelen, Arad, 2014 (Irodalmi jelen könyvek)
- Vasárnapi pszichoanalízis. Válogatott versek; vál., szerk. Korpa Tamás, utószó Balázs Imre József; Magyar Napló, Bp., 2019

## Díjak, elismerések
- a Kolozsvári Írók Egyesületének díja (1979)
- a Román Írószövetség költészeti díja (1964)
- az Európa Könyvkiadó díja (négy ízben 1976 és 1984 között)
- Látó-nívódíj (1996)
- A HÉT nívódíja (1994)
- A Magyar Honvédség és a Magyar Írószövetség történelmi pályázatának nívódíja (1993, 1998)
- Berzsenyi díj (1997)
- Arany János-jutalom (1999)
- A Kolozsvári Írók Társaságának próza díja (2000)
- Péterfi Vilmos Alapítvány Életmű díja (2001)
- A Kolozsvári Írótársaság díja (2001)
- Misztótfalusi Kis Miklós életműdíj (2004)
- József Attila-díj (2005)
- A Partiumi Írótábor irodalmi díja (2007)
- A Magyar Köztársasági Érdemrend lovagkeresztje (2009)
- EMIA-díj (2009)
- Napút-díj (2014)

## Méltatások
„A legújabb erdélyi magyar irodalom egyik legszebben, vagy legalábbis ‑szervezettebben, ‑gazdagabban bontakozó pályája a Lászlóffy Csabáé. A költő‑, próza‑ és drámaíró 1939. május 21‑én született Tordán, s a kolozsvári Bolyai Tudományegyetem magyar nyelv és irodalom szakán végzett 1960‑ban... Írói indulása a Forrás‑nemzedékhez kötődik, hiszen kevéssel azután jelentkezett műveivel, hogy Szilágyi Domokos, Lászlóffy Aladár, Páskándi Géza, Bálint Tibor és mások színre lépése megtörtént. Az elmúlt harminc évben több mint húsz kötete jelent meg, versek, novellák, kisregények, színművek. Műveire az erdélyi magyar sors tragikumát történelmi mélységekben és párhuzamokban érzékeltető veretesség, erkölcsi látásmód és a sokszínű (abszurd, groteszk) modernség egyaránt jellemző... Határozott történeti tudatosság, etikai ítélőképesség, példázatos sorsvállalás és magatartásvizsgálat adja műveinek szilárd erkölcsi karakterét, gondolati és hangulati erőteljességét. (...) A bizarr és a groteszk elemek mindig a helyzet abszurditását, ellehetetlenülését, a megsemmisülés és a pusztulás rémséges fenyegetéseit érzékeltetik...”
(Bertha Zoltán: Erkölcs és történelem, 1994.)
„...Munkabírását tekintve inkább egy középkori képíró szerzetesre emlékeztet, egy olyan polihisztorra, aki valamilyen elképesztő szorgalommal vagy élő, eleven, mindent rögzítő memóriával éli, őrzi meg a világot, és írja le önnön külön világát, önmagát. Szinte nincs olyan tudományág, amiben ne lenne járatos, s ne használná fel – talált tárgyként – verseiben, de szépprózai írásaiban is egy egy diszciplína adathalmazából a legodaillőbb, néha legelképesztőbb sort vagy idézetet. Egy helyütt ezt írja, kissé vitázva, önmagáról. „Hiszen már Babits felismerte a némán meghúzódó tiszta arc fölényét a világ hangoskodói fölött. Megpróbálok hát egyre inkább befele építkezni.” (...) Lászlóffy Csaba – s ez számomra most, összes műveit együtt látva derült ki igazán – tudatosan építi évtizedek óta önmagát, próbálja ki emberi és költői erejét új és új eszme és versvilágok felépítésére...egyre pőrébb és csupaszabb, néhol szinte prózai versmondatokban, így idomulva a lét és a létezés groteszk abszurditásához, abszurd eszközökkel döbbentve rá minket, olvasóit, ez ő. Pedig – s ezt későbbi könyvi is bizonyítják, pl. A megtörtént jövő vagy A legenda hamuja , a Ki fehérlik vigyázzállásban – a dalnak, a személyes lírai hangnak is avatott mestere, csak éppen: Nem a vers írja a költőt, hanem Ő, a költő írja a verset...”
(Bella István laudációja a Berzsenyi-díj átvételekor (1997)
„Nagyszerű író, ugyanakkor mintha nem méltányolnák eléggé, vagy azokat nem veszik észre, akik őt észreveszik. Már első köteteiben egészen másként szólnak a versek, elhagyván a hagyományos lírai kifejezést. Monológjai túlhaladják a kimondás szokásos fegyelmét, s egy más dimenzióban, más szabadságban teremtenek fegyelmet, szerkezetet. Ahogy a magánbeszéd monotóniájára állítja a nyelvet, a logikai egymásból következőség nyomán araszol, fut, ugrik a talányok gátjain át a rejtélyek megfejtéséig. Akár a folyó, miként a teljes világ uszadékait hömpölygeti – tele szellemi és természeti elragadtatással. Programjának lényege az emberi létezésnek a kultúra történelmében való végiggondolása. Nyelvi ereje a történet és az állapot, az érzelem és az értelem egyensúlyában valami nyelven túli, delejes együtthatásban nyilvánul meg.
Mindig a teljességre törekszik, amelyben elfér a legmagasztosabb, az úgynevezett költő tárgy mellett akár az újsághír is, idegen, de mégis odavaló szövegrészletek az emberi tevékenység bármelyik területéről, a közvetlen és a közvetett tapasztalat. (...) Egyetemes épületet emel, mikor a töredék dicseleg”
(Ágh István)
A Hiányzol-e magadnak? erdélyi terei analógiába hozhatók (pusztulás, kiszolgáltatottság, kiüresedés, posztumusz-állapot: „a kincses város leszázalékolt”; „harmóniák helyett a provincia haramiái”; „Ázsia-illatú hóakadályok”; „Európai műút-tervek évszázados sírkövek felett.”) Bodor Ádám ködös, pesszimista, közönyt hordozó Erdély-fikciójával vagy Krasznahorkai László Sátántangójának helyszíneivel, persze csak bizonyos részletekben, bizonyos aspektusból és fenntartásokkal kezelve. A történelmi táj leírása hanyatlástörténet. Az idill csak a gyermekkorban és az ellentétező montázstechnika révén artikulálódik. Végeredményben marad, amit Kierkegaard és Heidegger is a lét alapvető jellemzőjének, alaptényének tekint: az Angst (szorongás, rettegés) és az Unheimlichkeit. Csak radikális nyitottság létezik, mert különben kanti értelemben vett antinómiákba ütközünk. Camus világa ez, Merleau-Ponty „ambiguité”-je, ami nem két, hanem sokértelművé válik inkább már, a létezés paradox logikáját, radikális tapasztalatát érzékeltetve. Ezt a nyitottságot, viszonylagosságot és körkörösséget reprezentálja a szerkezet is.
Az egyes textusok és az egész könyv szerkesztettsége, attribútumai, sajátosságai által definiált nyelvi tere, nyelvi-poétikai megkomponáltsága kivételes hitelű „epikát” teremt. Az önanalízis, mások megértésére irányuló experimentáció-sorozatok, a múltinterpretáció kivitelezésének kötelessége és felelőssége, az apával való kontrasztív szembenézés, a kiküzdött pozíciók, értékrend újbóli felülvizsgálata, mint alapvető hermeneutikai problémakörök az antikvitástól, a Lazarillo de Tormestől (az egyik első pikareszk- és aparegény) Utassy Józsefen, Ratkó Józsefen, Esterházy Péteren, Nádas Péteren át Kukorelly Endréig foglalkoztatja az irodalmat. „Hol vagyok? / Műhelyemben, egynehányadmagammal. / Minden bizonytalan. De ez nem.” (Petri György).
(Korpa Tamás)